# Кастера Вињол
Кастера Вињол (фр. Castéra-Vignoles) насеље је и општина у јужној Француској у региону Миди Пирене, у департману Горња Гарона која припада префектури Сен Годан.
По подацима из 2011. године у општини је живело 65 становника, а густина насељености је износила 15,51 становника/km². Општина се простире на површини од 4,19 km². Налази се на средњој надморској висини од 408 метара (максималној 376 m, а минималној 254 m).

## Демографија
| 1962. | 1968. | 1975. | 1982. | 1990. | 1999. | 2011. |
| ----- | ----- | ----- | ----- | ----- | ----- | ----- |
| 41    | 65    | 65    | 69    | 67    | 54    | 65    |

График промене броја становника у току последњих година